# Lepkościomierz Saybolta

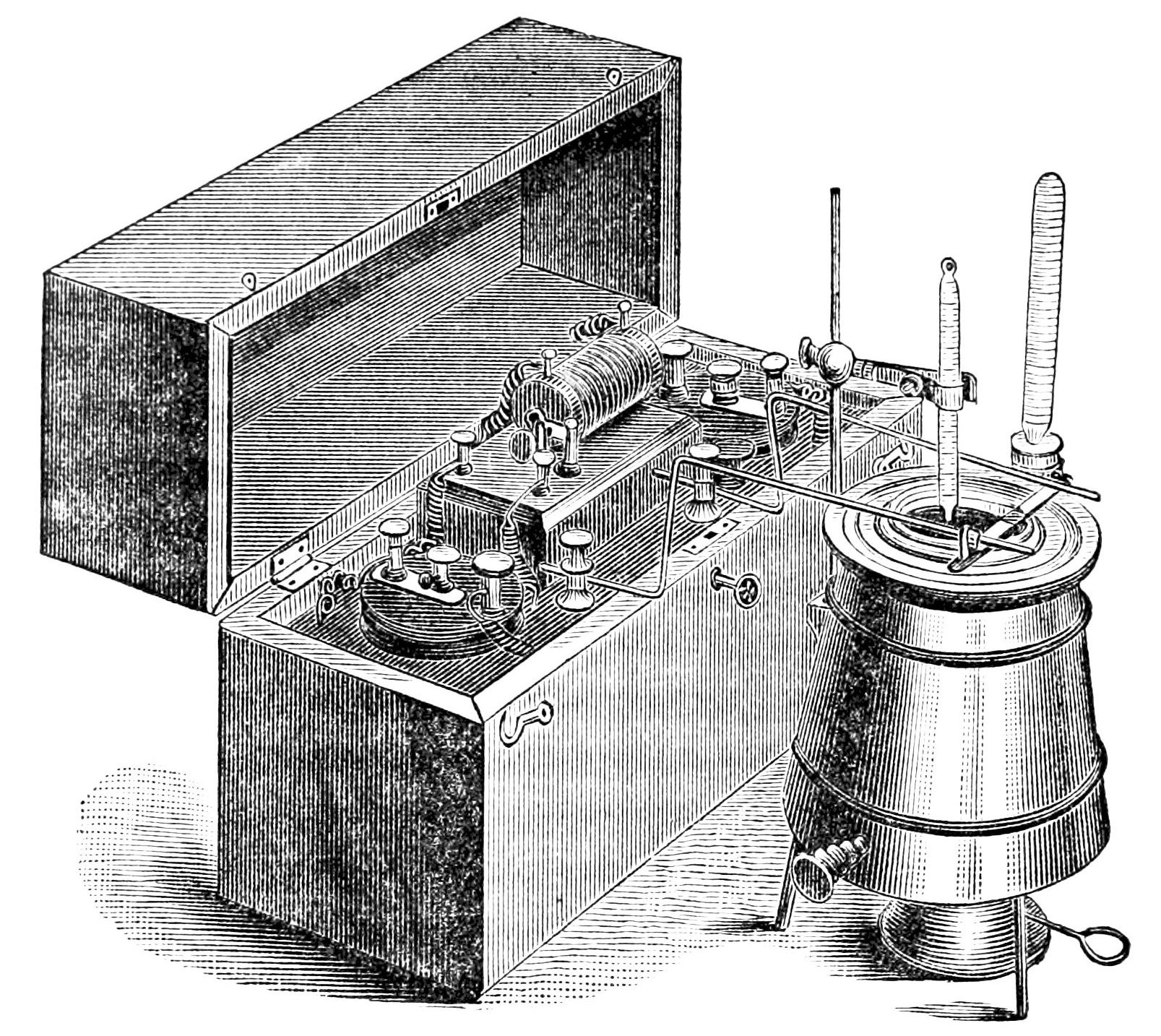
Lepkościomierz Saybolta

Lepkościomierz Saybolta – rodzaj lepkościomierza porównawczego stosowanego głównie w USA, w którym podstawą pomiaru lepkości względnej jest czas wypływu płynu przez kalibrowaną kapilarę umieszczoną w dolnej części zbiornika pomiarowego o pojemności 60 cm³. Dla zapewnienia wymaganej temperatury zbiornik jest termostatowany. Do zakresu niskich i średnich lepkości stosuje się pierwszą wielkość kapilary, a lepkość oznacza się SUS (Saybolt universal second) lub SSU (Saybolt second universal). Przy wysokich lepkościach stosuje się drugą kapilarę, a wynik oznacza się wtedy Saybolt Furol seconds (SFS lub SSF).
Wielkości te łączy zależność:
{\displaystyle {\text{Saybolt Furol viscosity}}={\frac {\text{Saybolt universal viscosity}}{10}}}
Na podobnej zasadzie działają lepkościomierze Englera i Redwooda.